# Freenet AG
Freenet AG est une entreprise allemande qui fait partie de l'indice TecDAX.
Freenet AG est un groupe de télécommunications allemand. Cette société offre des services de téléphonie mobile et de connexions à Internet (DSL et par fibre optique).

## Historique
Freenet.de AG a été créé en décembre 1999 en tant que fournisseur d'accès à Internet, filiale de Mobilcom AG. Le 3 mars 2007 Freenet.de AG et Mobilcom AG fusionnent pour donner naissance à une nouvelle société : Freenet AG.  En 2017, Freenet.de lance un bouquet payant sur la TNT allemande.

## Principaux actionnaires
Au 18 décembre 2019:
| Flossbach von Storch (de)    | 14,9 % |
| DWS Investments              | 5,80 % |
| DWS Investment               | 4,81 % |
| Union Investment Privatfonds | 4,55 % |
| BlackRock Fund Advisors      | 3,71 % |
| Janus Capital Management     | 3,01 % |
| Polaris Capital Management   | 2,91 % |
| The Vanguard Group           | 2,89 % |
| FIL Investment Advisors      | 2,76 % |
| Allianz Global Investors     | 2,60 % |